# Guillaume Massieu

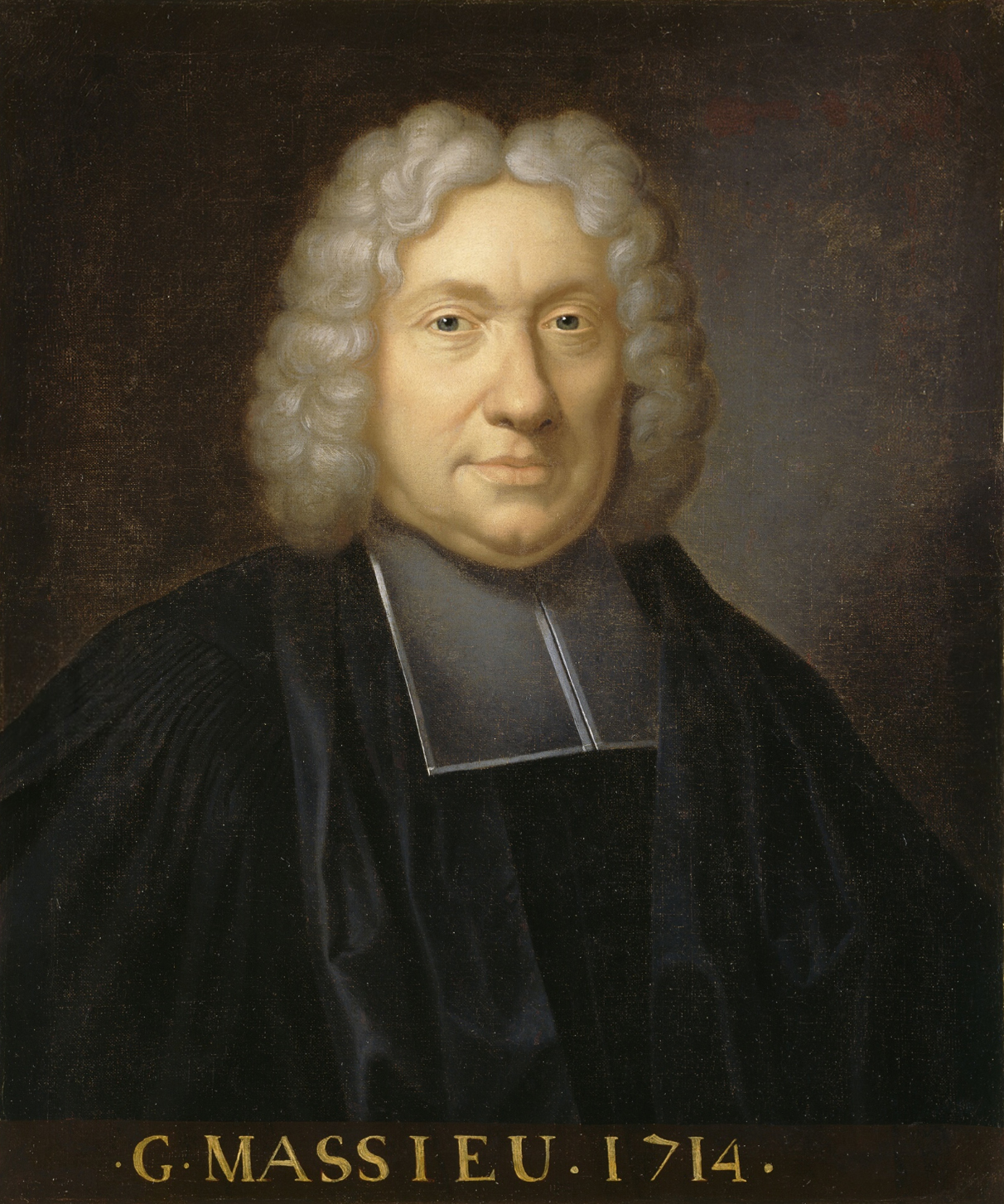
Guillaume Massieu

Guillaume Massieu (Caen, 13 de abril de 1665 - París, 26 de septiembre de 1722) fue un eclesiástico, helenista, traductor, poeta e historiador de la literatura francés, conocido sobre todo por haber cantado en versos latinos las bondades del café.

## Biografía
Nacido en una familia pobre, se trasladó a París para iniciar estudios de filosofía entre los jesuitas. Una vez terminado su noviciado, fue nombrado profesor en Rennes. A continuación regresó a París para continuar sus estudios en Teología. Sus superiores, juzgándolo demasiado inclinado a hacer versos y poco dado a las cosas de religión, le incitaron a abandonar la Compañía de Jesús. Encontró un puesto como preceptor en casa de Louis de Sacy y se encargó de la educación de su hijo. En 1710, gracias al patrocinio de Jacques de Tourreil, a quien asistió como traductor, fue nombrado profesor de griego en el Real Colegio (Collège Royal). Fue elegido miembro de la Academia de Inscripciones y Lenguas Antiguas en 1711, y en 1714, de la Academia Francesa para el asiento número 24, que ocupó hasta su muerte. Al perder sus modestos ahorros quedó en la miseria y, afectado por la gota y unas dobles cataratas, abandonó los trabajos de erudición y murió.
Tradujo del griego la obra de Luciano de Samosata y las Odas de Píndaro. Editó las obras de Jacques de Tourreil (1656–1714) y redactó disertaciones sobre las Cárites, las Hespérides, las Gorgonas y los Juramentos antiguos; estos trabajos fueron posteriormente discutidos por los autores de la Encyclopédie y citados por Edward Gibbon. También compuso una Historia de la poesía francesa publicada póstuma en 1739 junto con una Defensa de la poesía escrita alrededor de 1710 que fue vertida al español por Santos Díez González. En este último libro distingue entre tres artes: las "que tienden a educar el espíritu" (oratoria, poesía, historia y gramática); "las que pretenden una relajación y placer virtuoso" (pintura, escultura, música y danza), y "las que son más necesarias para la vida" (agricultura, navegación, arquitectura).
Sin embargo, se lo recuerda sobre todo por su Caffaeum, un largo poema en latín que imita a Virgilio y la Faba Arabica (1696) de Thomas-Bernard Fellon, también autor de un poema latino sobre el café. Explica cómo "el dulce brebaje debe ser cocido y bebido con arte", ya que "Apolo" -dice Massieu- "creó esta poción para curar la pereza de los poetas y dar alguna fuerza a quienes tienen la labor de nutrir los espíritus de palabras divinas e inspirar miedo en la mente de los pecadores"; los bebedores de café deben ser bendecidos: "ninguna muelle letargia perturba su seno".

## Obras

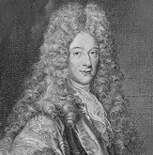
Jacques de Tourreil

- Ed. de Jacques de Tourreil, Oeuvres, París, 1721, 4 vols.
- Histoire de la poésie françoise. Avec une défense de la poésie, Paris, chez Prault fils, 1739 (póstuma)
- Ed. de Luciano de Samosata, Oeuvres de Lucien, París 1781–1787, 6 vols.
- Discours prononcez dans l'Académie françoise le samedy vingt-neuvieme decembre 1714 à la reception de Monsieur l'abbé Massieu... et de Monsieur Malet... Paris: chez Jean-Baptiste Coignard, 1715
- "Caffaeum. Carmen", en Poetarum ex Academia gallica qui latinè, aut graecè scripserunt, carmina Parisiis: apud Antonium Boudet, 1738, póstumo. Se tradujo al francés en Étrennes a tous les amateurs de café pour tous les temps, ou, Manuel de l'amateur de café: contenant l'histoire, la description, la culture, les propriétés de ce végétal... & suivies de différentes analyses chymiques... On y a joint la traduction françoise d'un poëme latin... de l'abbé Massieu... sur le café... Paris: Hôtel de Bouthillier, 1790. Al italiano se tradujo en verso blanco en 1740 y al inglés en 1935.[3]